# Liolaemus tulkas
Liolaemus tulkas — вид ігуаноподібних ящірок родини Liolaemidae. Ендемік Аргентини.

## Поширення і екологія
Liolaemus tulkas мешкають в горах Сьєрра-де-Нарваєс в департаменті Тіногаста в провінції Катамарка. Вони живуть в кам'янистій місцевості, в тріщинах серед скель. Зустрічаються на висоті від 2700 до 3000 м над рівнем моря. Є живородними.